# Jules-André Peugeot

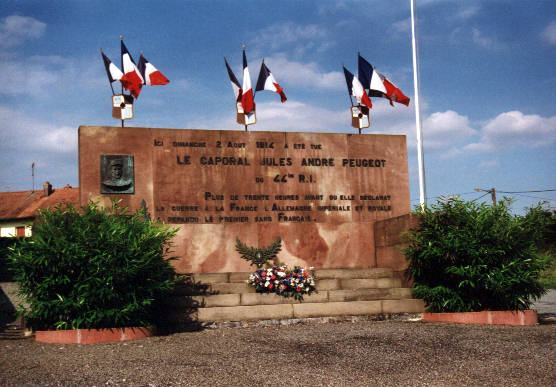
Denkmal für Jules-André Peugeot in Joncherey

Jules-André Peugeot (* 11. Juni 1893 in Étupes, Département Doubs; † 2. August 1914 in Joncherey, Territoire de Belfort) war der erste französische Soldat, der im Ersten Weltkrieg getötet wurde.

## Leben
Peugeot leistete seit dem Frühjahr 1914 seinen Wehrdienst in der französischen Armee ab und diente im Rang eines Caporal.
Das Deutsche Kaiserreich mobilisierte seine Truppen am 1. August 1914; Frankreich reagierte darauf mit der Mobilisierung seiner Truppen am 2. August. Peugeot führte eine Gruppe der 6. Kompagnie des 2. Bataillons des 44e régiment d’infanterie aus Lons-le-Saunier mit der Aufgabe, angesichts der wachsenden Spannung die Grenze zwischen Frankreich und Deutschland zu überwachen. Die Gruppe traf auf eine deutsche Patrouille des Jäger-Regiment zu Pferde Nr. 5 aus Mülhausen im Elsass unter der Führung von Leutnant Albert Mayer, der die Grenze nach Frankreich überschritten hatte, als man sie bei Joncherey in ein kurzes Feuergefecht verwickelte. Peugeot und Mayer wurden im Laufe dieses Gefechtes tödlich getroffen. Peugeot  verstarb um 10.07 Uhr und ist damit der erste  französische Gefallene eines Krieges, der offiziell erst am 3. August erklärt wurde. Der letzte französische Gefallene des Ersten Weltkrieges war Augustin Trébuchon.
Heute erinnert ein Denkmal in Joncherey an Jules-André Peugeot.